# Sportjahr 1926
Liste der Sportjahre

◄◄ | ◄ | 1922 | 1923 | 1924 | 1925 | Sportjahr 1926 | 1927 | 1928 | 1929 | 1930 | ► | ►►

Weitere Ereignisse

## Ereignisse

### Badminton
Höhepunkte des Badmintonjahres 1926 waren die All England, die Irish Open und die Scottish Open.

### Internationale Veranstaltungen
| Veranstaltung | Herreneinzel       | Dameneinzel      | Herrendoppel                        | Damendoppel                   | Mixed                               |
| ------------- | ------------------ | ---------------- | ----------------------------------- | ----------------------------- | ----------------------------------- |
| All England   | Frank Devlin       | Marjorie Barrett | Frank Devlin Gordon Mack            | A. M. Head Violet Elton       | Frank Devlin Eveline Peterson       |
| Irish Open    | Frank Devlin       | Margaret Tragett | Raoul du Roveray George Alan Thomas | Marian Horsley Violet Elton   | Frank Hodge Violet Elton            |
| Scottish Open | George Alan Thomas | Margaret Tragett | George Alan Thomas Herbert S. Uber  | Margaret Tragett C. T. Duncan | George Alan Thomas Margaret Tragett |

### Cricket
- 31. Mai: Indien, Neuseeland und die West Indies werden Full Member der Imperial Cricket Conference (dem heutigen International Cricket Council, ICC).

### Fußball
- Juli: Die Freie Vereinigung der Amateur-Fußballvereine Österreichs wird gegründet. Sie geht direkt aus dem Österreichischen Fußball-Verband (ÖFV) hervor und unterhält eine eigene Auswahlmannschaft, die Österreich bei internationalen Arbeitersport-Turnieren vertritt.
- Campeonato Sudamericano 1926

### Leichtathletik

#### Leichtathletik-Meisterschaften
- Leichtathletik-Südamerikameisterschaften 1926

#### Leichtathletik-Weltrekorde

##### Sprint
- 22. August: Gundel Wittmann, Deutschland, läuft die 100 Meter der Frauen in 12,4 s.

##### Mittelstreckenlauf
- 3. Juli: Otto Peltzer, Deutschland, läuft die 800 Meter der Männer in 1:51,6 min.
- 11. September: Otto Peltzer, Deutschland, läuft die 1500 Meter der Männer in 3:51,0 min.

##### Langstreckenlauf

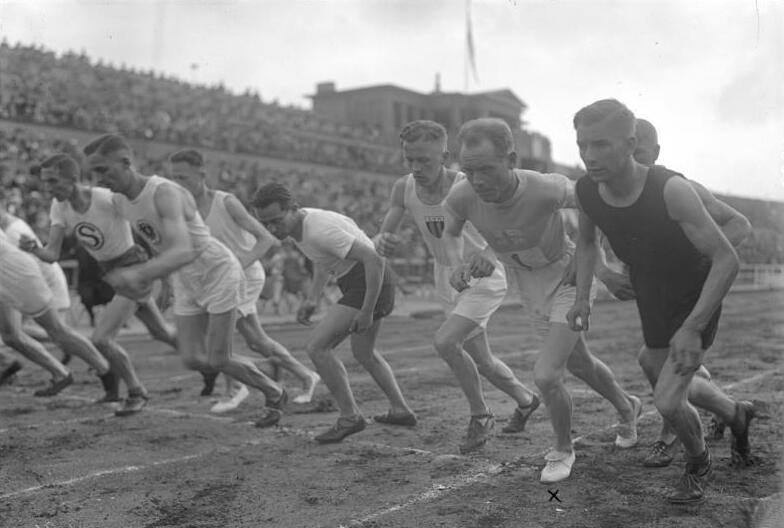
Paavo Nurmi am Start bei seinem Weltrekordlauf

- 24. Mai: Paavo Nurmi, Finnland, läuft die 3000 Meter der Männer im Deutschen Stadion in Berlin in 8:24,4 min.
- 13. Juli: Paavo Nurmi, Finnland, läuft die 3000 Meter der Männer in 8:20,4 min.
- 3. Oktober: Violet Piercy, Großbritannien, läuft den Marathon der Frauen in 3:40:22 h.

##### Wurfdisziplinen
- 21. Februar: Halina Konopacka, Polen, erreicht im Diskuswurf der Frauen 33,4 m.
- 23. Juli: Halina Konopacka, Polen, erreicht im Diskuswurf der Frauen 34,15 m.
- 26. Juni: Pauline Hascup, USA, erreicht im Speerwurf der Frauen 33,07 m.
- 7. September: Halina Konopacka, Polen, erreicht im Diskuswurf der Frauen 34,90 m.
- 19. Oktober: Bud Houser, USA, erreicht im Diskuswurf der Männer 48,20 m.
- 31. Oktober: Lillian Copeland, USA, erreicht im Speerwurf der Frauen 35,26 m.

##### Sprungdisziplinen
- 17. Mai: Kinue Hitomi, Japan, erreicht im Dreisprung der Frauen 11,62 m.
- 2. August: Phyllis Green, Großbritannien, springt im Hochsprung der Frauen 1,55 m.
- 28. August: Kinue Hitomi, Japan, springt im Weitsprung der Frauen 5,50 m.

##### Mehrkampf
- 18. August: Paavo Yrjola, Finnland, erreicht im Zehnkampf der Männer 7820 Punkte.

### Motorsport

#### Motorradsport

##### Motorrad-Europameisterschaft
- Bei der im belgischen Spa-Francorchamps ausgetragenen Motorrad-Europameisterschaft gewinnt der Einheimische René Milhoux auf Ready-Blackburne vor dem Deutschen Albert Beckert (DKW) den Titel in der 175-cm³-Klasse. Weitere Starter erreichten nicht das Ziel.
- In der Viertelliterklasse setzt sich der Brite Jock Porter auf New Gerrard gegen seinen Landsmann Geoff Davison (New Imperial) durch. Auch in diesem Rennen erreichten nur zwei Fahrer das Ziel.
- Bei den 350ern siegt der Brite Frank Longman auf A.J.S. vor dem Österreicher Otto Putz (Sunbeam) und den Einheimischen R. Demulder (Indian).
- In der 500-cm³-Klasse siegt der Brite Jimmie Simpson auf A.J.S. vor dem Österreicher Rupert Karner (Sunbeam) und dem Iren Stanley Woods (Norton).

##### Deutsche Motorrad-Straßenmeisterschaft
- Die Deutsche Motorrad-Straßenmeisterschaft wird erstmals eingleisig ausgetragen.
- Deutsche Meister werden Arthur Müller (DKW, 175 cm³), Arthur Geiss (DKW, 250 cm³), Arthur Lohse (Schüttoff, 350 cm³), Ernst Jakob Henne (BMW, 500 cm³) und Paul Rüttchen (Harley-Davidson, 1000 cm³).

### Radsport
- Giro d’Italia 1926
- Tour de France 1926
- UCI-Bahn-Weltmeisterschaften 1926
- UCI-Straßen-Weltmeisterschaften 1926

### Ringen
- Ringer-Europameisterschaften 1926
- Deutsche Ringermeisterschaften 1926

### Schach
- Schacholympiade 1926

### Tennis
- International Lawn Tennis Challenge 1926
- Wimbledon Championships 1926

### Tischtennis
- Tischtennisweltmeisterschaft 1926 6. bis 12. Dezember in London
- Länderspiele Deutschlands (Freundschaftsspiele)
  - Januar: Berlin: D. – England 8:4 (Damen und Herren)
  - Dezember: Berlin: D. – Ungarn 0:4 (Herren)
  - Dezember Berlin: D. – CSR 5:4 (Herren)
  - Berlin: D. – Österreich 5:4 (Herren)

### Wassersport

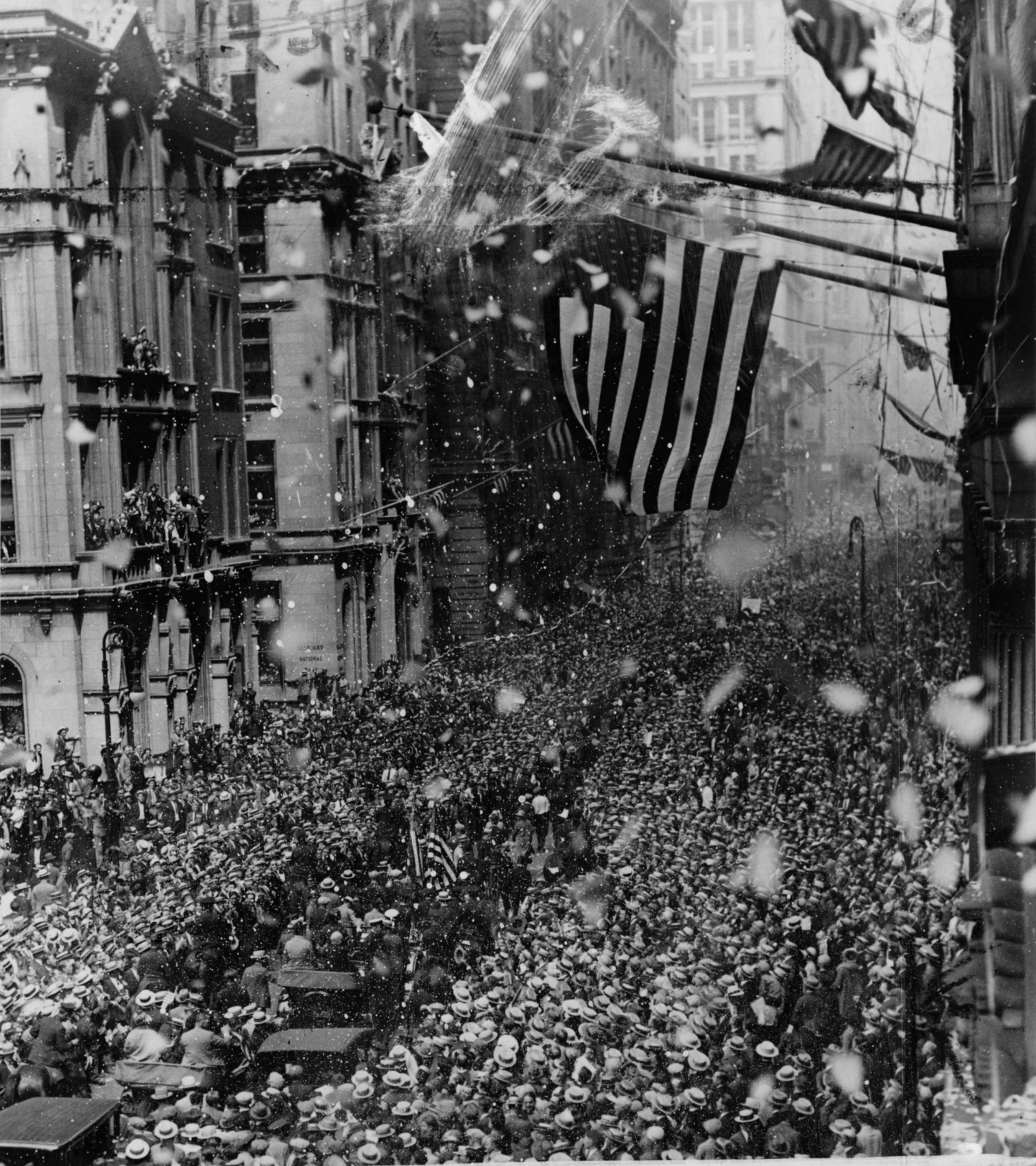
Parade für Gertrude Ederle 1926 am Broadway

- 6. August: Die US-Amerikanerin Gertrude Ederle durchschwimmt als erste Frau den Ärmelkanal zwischen Cap Gris-Nez und Dover. Am 27. August wird eine Konfettiparade für sie im New Yorker Financial District veranstaltet, an der schätzungsweise zwei Millionen Zuschauer teilnehmen.
- Schwimmeuropameisterschaften 1926
- Wasserball-Europameisterschaft 1926
- Deutsche Schwimmmeisterschaften 1926

### Wintersport

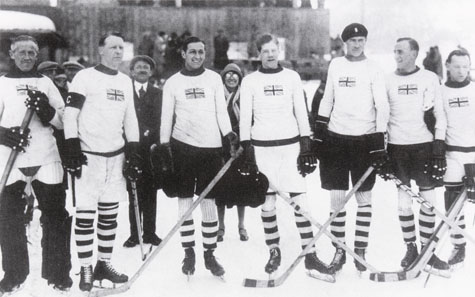
Die viertplatzierte britische Eishockeynationalmannschaft bei der EM

- 11. bis 18. Januar: Die Eishockey-Europameisterschaft 1926 in Davos bricht mit neun teilnehmenden Teams, 25 Spielen und einer Dauer von acht Tagen alle bisherigen Rekorde. Die Schweizer Eishockeynationalmannschaft wird zum ersten und einzigen Mal Europameister vor der Tschechoslowakei und Österreich.
- 4. bis 7. Februar: Verbunden mit dem IX. Kongress des Internationalen Skiverbandes vom 3. bis 6. Februar werden im finnischen Lahti große internationale Skikonkurrenzen ausgetragen. Diese Rendezvous-Rennen erhalten nachträglich den Status als Nordische Skiweltmeisterschaften 1926. Norwegen und Finnland teilen alle Medaillen der vier Wettbewerbe in Skilanglauf, Skispringen und Nordischer Kombination untereinander auf.

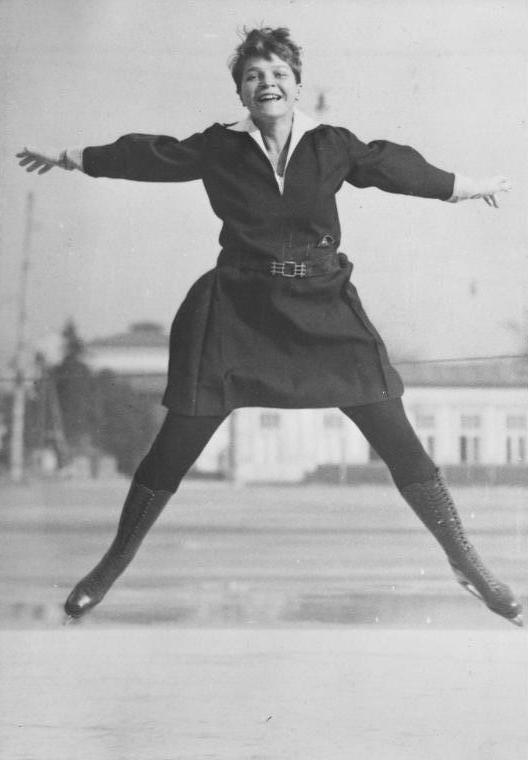
Weltmeisterin Herma Szabó

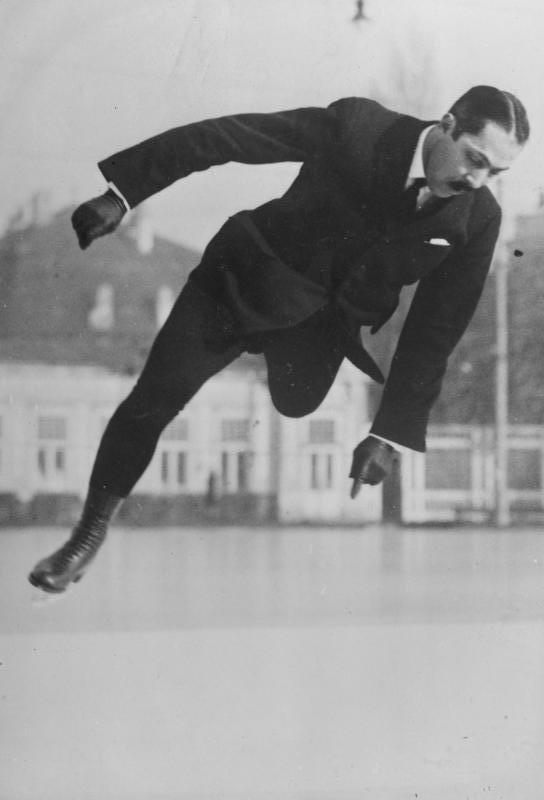
Weltmeister Willy Böckl

- 7./8. und 14./15. Februar: Bei den Eiskunstlauf-Weltmeisterschaften 1926 gewinnt Österreich 5 von 9 Medaillen. Herma Szabó wird Weltmeisterin bei den Damen, Willy Böckl siegt bei den Herren. Im Paarlauf triumphiert das französische Paar Andrée Joly / Pierre Brunet vor zwei österreichischen Paaren.
- Die Eiskunstlauf-Europameisterschaft 1926 in Davos gewinnt ebenfalls Willy Böckl vor seinem Landsmann Otto Preissecker.

## Geboren

### Januar
- 03. Januar: Murray Dowey, kanadischer Eishockeytorhüter († 2021)
- 05. Januar: Veikko Karvonen, finnischer Leichtathlet († 2007)
- 06. Januar: Kid Gavilán, kubanischer Boxer († 2003)
- 10. Januar: Jack Kyle, irischer Rugbyspieler († 2014)
- 10. Januar: Günter Schlegel, deutscher Fußballspieler († 2004)
- 15. Januar: Karl-Alfred Jacobsson, schwedischer Fußballspieler († 2015)
- 18. Januar: Seth Abderhalden, Schweizer Bergsteiger und Extremkletterer († 1960)
- 24. Januar: Eugeniusz Lewacki, polnischer Eishockeyspieler und -trainer († 2025)
- 28. Januar: Gene Hartley, US-amerikanischer Automobilrennfahrer († 1993)
- 28. Januar: Freddy Jensen, grönländischer Turner († 1996)
- 29. Januar: Robert Falkenburg, US-amerikanischer und brasilianischer Tennisspieler († 2022)

### Februar
- 04. Februar: Gyula Grosics, ungarischer Fußballspieler († 2014)
- 06. Februar: Otto Austad, norwegischer Skispringer († 2023)
- 07. Februar: Arthur Olsson, schwedischer Skilangläufer († 2013)
- 07. Februar: Mark Taimanow, russischer Schachspieler († 2016)
- 09. Februar: Max Appis, deutscher Fußballspieler († 2003)
- 11. Februar: Hans Standl, deutscher Sportschütze († 2021)
- 12. Februar: Irene Camber, italienische Florett-Fechterin († 2024)
- 13. Februar: Knox Ramsey, US-amerikanischer American-Football-Spieler († 2005)
- 16. Februar: Torvald Högström, finnischer Radrennfahrer († 2010)
- 19. Februar: Egisto Pandolfini, italienischer Fußballspieler († 2019)
- 20. Februar: Bob Richards, US-amerikanischer Leichtathlet und Pfarrer († 2023)
- 22. Februar: Ede Király, ungarischer Eiskunstläufer und Eiskunstlauftrainer († 2009)
- 23. Februar: Willie Ormond, schottischer Fußballspieler und -trainer († 1984)
- 24. Februar: Dieter Engelhardt, deutscher Marathonläufer

### März
- 01. März: Pete Rozelle, US-amerikanischer Sport-Funktionär († 1996)
- 04. März: Pascual Pérez, argentinischer Boxer, Olympiasieger und Weltmeister († 1977)
- 05. März: Lily Carlstedt, dänische Leichtathletin († 2002)
- 05. März: Hans-Jürgen Wende, deutscher Handballspieler († 2012)
- 06. März: Dumitru Frățilă, rumänischer Skisportler († 1988)
- 07. März: Ernst Ocwirk, österreichischer Fußballspieler und -trainer († 1980)
- 08. März: Giovan Battista Fabbri, italienischer Fußballspieler und -trainer († 2015)
- 10. März: Grethe Lovsø, dänische Leichtathletin († 2017)
- 13. März: Cyrille Delannoit, belgischer Boxer († 1998)
- 13. März: Dieter Gradetzke, deutscher Fußballspieler
- 15. März: Wilhelm Noll, deutscher Motorradrennfahrer († 2017)
- 16. März: Rosmarie Bleuer, Schweizer Skirennfahrerin († 2021)
- 20. März: Friedel Schirmer, deutscher Zehnkämpfer († 2014)
- 21. März: Heikki Hasu, finnischer Skisportler († 2025)
- 24. März: Heriberto Herrera, paraguayisch-spanischer Fußballspieler und -trainer († 1996)
- 24. März: Guillermo Timoner, spanischer Radrennfahrer († 2023)
- 25. März: László Papp, ungarischer Boxer († 2003)
- 28. März: Alfons Supersaxo, Schweizer Skisportler († 2005)

### April
- 02. April: Jack Brabham, australischer Automobilrennfahrer († 2014)
- 11. April: Pete Lovely, US-amerikanischer Automobilrennfahrer († 2011)
- 13. April: Vladislav Čáp, tschechoslowakischer Eiskunstläufer, Eiskunstlaufschiedsrichter und Sportfunktionär († 2001)
- 14. April: Gottlieb Perren, Schweizer Skisportler und Bergführer († 2014)
- 18. April: Horst Käsler, deutscher Handballspieler und -trainer sowie Professor für Sportdidaktik († 1987)
- 22. April: Ted Hibberd, kanadischer Eishockeyspieler († 2017)
- 28. April: Gregory Gates, US-amerikanischer Ruderer († 2020)

### Mai
- 04. Mai: Umberto Masetti, italienischer Motorradrennfahrer († 2006)
- 07. Mai: Benoît Carrara, französischer Skilangläufer († 1993)
- 08. Mai: Leopold Schädler, liechtensteinischer Skirennläufer († 1992)
- 11. Mai: Rob Schroeder, US-amerikanischer Automobilrennfahrer († 2011)
- 13. Mai: Alfred Prucker, italienischer Skisportler († 2015)
- 17. Mai: Manfred Ewald, deutscher Sportfunktionär († 2002)
- 20. Mai: Bob Sweikert, US-amerikanischer Automobilrennfahrer († 1956)
- 22. Mai: Hans-Joachim Wiemken, deutscher Steuermann im Rudern († 1970)
- 25. Mai: Bill Sharman, US-amerikanischer Basketballspieler und -trainer († 2013)
- 27. Mai: Kees Rijvers, niederländischer Fußballspieler († 2024)
- 30. Mai: Chuck Arnold, US-amerikanischer Automobilrennfahrer († 1997)

### Juni
- 08. Juni: Walter Bucher, Schweizer Radrennfahrer († 2025)
- 14. Juni: Otto Ziege, deutscher Radrennfahrer und Funktionär († 2014)
- 16. Juni: Adriano Emperado, hawaiischer Kampfsport-Trainer († 2009)
- 18. Juni: Aad Bak, niederländischer Fußballspieler († 2009)
- 18. Juni: Gisela Schöbel-Graß, deutsche Schwimmerin
- 19. Juni: Julio Pérez, uruguayischer Fußballspieler († 2002)
- 20. Juni: Giovanni Viola, italienischer Fußballspieler († 2008)
- 25. Juni: Stig Sollander, schwedischer Skirennläufer († 2019)

### Juli
- 04. Juli: Alfredo Di Stéfano, argentinischer Fußballspieler († 2014)
- 04. Juli: Günter Mast, deutscher Unternehmer und Fußballfunktionär († 2011)
- 07. Juli: Giuseppe Pattoni, italienischer Motorradrennfahrer, Mechaniker und Unternehmer († 1999)
- 09. Juli: Pedro Dellacha, argentinischer Fußballspieler und -trainer († 2010)
- 08. Juli: Harald Kråkenes, norwegischer Ruderer († 2004)
- 08. Juli: Martin Neuholz, deutscher Fußballspieler
- 10. Juli: Tony Settember, US-amerikanischer Automobilrennfahrer († 2014)
- 14. Juli: Johnny Cronshey, britischer Eisschnellläufer († 2004)
- 14. Juli: Wallace Diestelmeyer, kanadischer Eiskunstläufer († 1999)
- 16. Juli: Ivica Horvat, jugoslawischer Fußballspieler und -trainer († 2012)
- 16. Juli: Heinrich Kwiatkowski, deutscher Fußballspieler († 2008)
- 16. Juli: Alfred Pfaff, deutscher Fußballspieler († 2008)
- 21. Juli: Giancarlo Vitali, italienischer Fußballspieler und -trainer († 2011)
- 24. Juli: Hans Günter Winkler, deutscher Springreiter († 2018)

### August
- 08. August: Piero Drogo, italienischer Automobilrennfahrer und Konstrukteur († 1973)
- 15. August: Georges Vanbrabant, belgischer Radrennfahrer († 2011)
- 19. August: Johnny Boyd, US-amerikanischer Automobilrennfahrer († 2003)
- 17. August: Maurice Lusien, französischer Schwimmer († 2017)
- 22. August: Þórir Jónsson, isländischer Skirennläufer († 2017)
- 26. August: Stefano Angeleri, italienischer Fußballspieler und -trainer († 2012)
- 27. August: Karl-Heinz Heddergott, deutscher Fußballtrainer und Verfasser von Fachliteratur († 2021)
- 30. August: Rudi Gutendorf, deutscher Fußballtrainer († 2019)

### September
- 01. September: Antonio Abenoza, spanischer Fußballspieler († 1953)
- 07. September: Erich Juskowiak, deutscher Fußballspieler († 1983)
- 08. September: Rudolf Schulz, deutscher Fußballspieler († 2014)
- 15. September: Jewgeni Samsonow, sowjetisch-russischer Ruderer und Rudertrainer († 2014)
- 17. September: Andrea Kékesy, ungarische Eiskunstläuferin († 2024)
- 19. September: Duke Snider, US-amerikanischer Baseballspieler († 2011)
- 20. September: Libero Liberati, italienischer Motorradrennfahrer († 1962)
- 23. September: Henri Freylinger, luxemburgischer Ringer († 2017)

### Oktober
- 03. Oktober: Marques Haynes, US-amerikanischer Basketballspieler († 2015)
- 05. Oktober: Coen Dillen, niederländischer Fußballspieler († 1990)
- 09. Oktober: Al Rollins, kanadischer Eishockeytorhüter und -trainer († 1996)
- 17. Oktober: Roberto Lippi, italienischer Automobilrennfahrer († 2011)
- 21. Oktober: Hubert Luttenberger, deutscher Motorradrennfahrer († 2021)
- 23. Oktober: Larry Crockett, US-amerikanischer Automobilrennfahrer († 1955)
- 24. Oktober: Birthe Nielsen, dänische Leichtathletin († 2010)
- 24. Oktober: Y. A. Tittle, US-amerikanischer American-Football-Spieler († 2017)
- 26. Oktober: Bernhard Klodt, deutscher Fußballspieler († 1996)
- 29. Oktober: Maurice Blomme, belgischer Radrennfahrer († 1980)
- 30. Oktober: Jacques Swaters, belgischer Automobilrennfahrer und Rennstallbesitzer († 2010)

### November
- 01. November: Bob Veith, US-amerikanischer Automobilrennfahrer († 2006)
- 10. November: Art Bisch, US-amerikanischer Automobilrennfahrer († 1958)
- 11. November: Maria Teresa de Filippis, italienische Automobilrennfahrerin († 2016)
- 14. November: Walter Piemann, österreichischer Kanute († 1965)
- 16. November: Alexei Suetin, russischer Schachspieler († 2001)
- 23. November: Ivano Fontana, italienischer Boxer († 1993)
- 27. November: Franz Baum, deutscher Bogenschütze und Bundestrainer († 2010)
- 27. November: Lucienne Schmith, französische Skirennläuferin († 2022)
- 28. November: Max Gassner, liechtensteinischer Skirennläufer († 1994)

### Dezember
- 07. Dezember: Pancho Gonzalez, französischer Fußballspieler und -trainer († 2016)
- 09. Dezember: Ed Elisian, US-amerikanischer Automobilrennfahrer († 1959)
- 09. Dezember: Lorenzo Wright, US-amerikanischer Leichtathlet und Olympiasieger († 1972)
- 13. Dezember: George Rhoden, jamaikanischer Leichtathlet und Olympiasieger († 2024)
- 19. Dezember: Bobby Layne, US-amerikanischer American-Football-Spieler († 1986)
- 20. Dezember: Piero Operto, italienischer Fußballspieler († 1949)
- 21. Dezember: Joe Paterno, US-amerikanischer American-Football-Trainer († 2012)
- 22. Dezember: Alcides Ghiggia, uruguayisch-italienischer Fußballspieler († 2015)

### Datum unbekannt
- Tadashi Abe, japanischer Aikidō-Lehrer († 1984)

## Gestorben
- 09. März: Mathias Hynes, britischer Tauzieher (* 1883)
- 19. März: Domenico Malvisi, italienischer Motorradrennfahrer (* unbekannt)

- 11. April: Olindo Raggi, italienischer Motorradrennfahrer (* 1896)
- 14. April: Gottfried Merzbacher, deutscher Geograph, Alpinist und Forschungsreisender (* 1843)
- 19. April: André Gaudin, französischer Ruderer (* 1875)
- 25. April: Giulio Masetti, italienischer Adeliger und Automobilrennfahrer (* 1894)

- 02. Mai: Frank Moore, britischer Sportschütze (* 1851)
- 14. Mai: Adolf Bergman, schwedischer Tauzieher (* 1879)

- 03. Juni: Alexander zu Solms-Braunfels, österreichischer Sportfunktionär (* 1855)
- 20. Juni: Lorne Currie, britischer Segler (* 1871)

- 13. Juli: Johnson Parker-Smith, britischer Lacrossespieler (* 1882)
- 26. Juli: Olle Lanner, schwedischer Turner (* 1884)
- 28. Juli: Jenő Károly, ungarischer Fußballspieler und -trainer (* 1886)

- 03. August: Albert Corey, französischer Langstreckenläufer (* 1878)

- 15. Oktober: Chris Hooijkaas, niederländischer Segler (* 1861)
- 26. Oktober: Annie Speirs, britische Schwimmerin (* 1889)
- 27. Oktober: Warren Wood, US-amerikanischer Golfspieler (* 1887)
- 29. Oktober: Cecil Quentin, britischer Segler (* 1852)

- 12. November: Kaarlo Vasama, finnischer Turner (* 1885)
- 21. November: Edward Cummins, US-amerikanischer Golfspieler (* 1886)

- 11. Dezember: Márton Sipos, ungarischer Schwimmer (* 1900)
- 16. Dezember: William Larned, US-amerikanischer Tennisspieler (* 1872)
- 24. Dezember: Wesley Coe, US-amerikanischer Kugelstoßer (* 1879)

- Pandelis Ektoros, griechischer Leichtathlet (* 1880)